# Vermont
Vermont er en delstat i USA, som ligger i New England-området i det nordøstlige USA. Delstaten grænser til delstaterne New York, New Hampshire og Massachusetts og har en landegrænse i nord mod Canada. Navnet Vermont kommer fra det franske verts monts, grønne bjerge, og delstatens kælenavn er netop The Green Mountain State. Delstatens hovedstad er Montpelier, mens Burlington er den største by. Burlington er i øvrigt med sine ca. 38.000 indbyggere (2000), den mindste by, der er den største by i en delstat i USA. Vermont har omkring 643.077(2020) indbyggere.
Vermont blev optaget som USA's 14. delstat den 4. marts 1791.

## Historie
Før europæerne kom til Vermont var området befolket af Mohican- og Abinaki-indianere. 
Mellem 1500 og 1600 drev Irokeserføderationen mange af de mindre oprindelige stammer bort fra Vermont for senere at anvende området som jagtområde. Det anslås, at befolkningstallet i 1500 var på ca. 10.000 personer.
Den første europæer, som nåede området var antagelig franskmanden Jacques Cartier i 1535. I 1609 gjorde Samuel de Champlain krav på området for Ny Frankrig og Vermont blev befolket af franskmænd. De franske kolonier blev angrebet af både indianere og englændere, som også havde bosat sig i området, og efter den franske og indianske krig overdrog Frankrig rettighederne over området til Storbritannien ved Paris-aftalen i 1763.
Vermont var en af de 13 oprindelige kolonier, da USA erklærede sin selvstændighed i 1776, 
og flere af slagene i uafhængighedskrigen mod England blev udkæmpet i Vermont. I januar 1777 blev den selvstændige republik Vermont dog udråbt, som i de første seks måneder af sin eksistens havde navnet New Connecticut. Vermont var en selvstændig enhed i 14 år og havde egen valuta og postvæsen, men USA's regering anerkendte ikke statens suverænitet, og i 1791 blev Vermont den 14. delstat i USA.
I den britisk-amerikanske krig forsøgte britiske styrker at rykke ind med en krigsflåde på Lake Champlain, men efter et søslag blev de slået tilbage.
Under den amerikanske borgerkrig sendte Vermont flere end 34.000 mænd i tjeneste, og de nordligste kampe under krigen fandt sted i Vermont. Efter borgerkrigen oplevede delstaten økonomiske og sociale ændringer, da jernbanenettet blev udvidet og forbundet med de nationale systemer og landbrugsproduktion øgedes.

## Politik
Republikanerne dominerede Vermonts politik fra partiets grundlæggelse i 1854 indtil midten af 1970'erne. Især før 1960'erne var landlige interesser fremtrædende i parlamentet. Men tilflyttere fra andre delstater, inkl. mere liberalt orienterede personer fra byområder i New York og New England, ændrede det politiske billede.
Vermont regnes i dag som en af de mest liberale delstater i USA, og delstaten var f.eks. den første i USA, der tillod registrerede partnerskaber. I 2004 gik delstaten til John Kerry med 59,1 % af stemmerne. De to pladser i Senatet besiddes af demokraterne Patrick Leahy, som faktisk blev støttet af sin republikanske modkandidat i 1998, og fra januar 2007 den uafhængige Bernie Sanders, kongressens eneste erklærede socialist. Vermonts eneste plads i Repræsentanternes Hus har demokraten Peter Welch fra og med 2007. Begge kamrene i delstatsforsamlingen har en overvægt af demokrater, men guvernøren Phil Scott er republikaner.
Howard Dean var tidligere guvernør i Vermont og forsøgte at vinde den demokratiske nominering til præsidentvalget i 2004, men blev kun nummer tre. Dean blev senere valgt til formand i demokraternes nationale komité.

## Geografi
Vermont ligger i regionen New England i det østlige USA og har et areal på 24.902 km², hvilket gør delstaten til den 43. største i USA.
Den vestlige bred af Connecticut-floden markerer delstatens østlige grænse mod New Hampshire. Lake Champlain, den største sø i Vermont, er den sjettestørste ferskvandsmasse i USA, og den adskiller Vermont fra New York i den nordvestlige del af delstaten. Mod syd grænser delstaten til Massachusetts og mod nord til den canadiske provins Quebec.
I den sydlige del af delstaten findes bjergene Taconic Mountains og mod nordøst Granitic Mountains. Omkring 77% af Vermonts areal er dækket af skov.

### Klima
Vermont har et fugtigt kontinentalklima med varme somre og kolde vintre, og endnu koldere i højtliggende arealer. Den nordlige del af delstaten er kendt for sine ekstremt kolde vintre[kilde mangler], som typisk er 6 °C koldere end de sydlige dele. Det årlige snefald er gennemsnitligt mellem 150 – 250 cm, hvilket gør Vermont til et af New Englands bedste skiområder.
Den højeste temperatur, der er målt var 41 °C i 1911 og den laveste -46 °C i 1933.

### Større byer
De 6 største byer er: (indbyggertal fra 2003)
- Burlington – 39.148
- Essex – 18.933
- Colchester – 17.175
- Rutland – 17.103
- South Burlington – 16.285
- Bennington – 15.637

Vermont har 14 amter.

## Økonomi
Ifølge U.S. Bureau of Economic Analysis var Vermonts bruttodelstatsprodukt 23 mia. USD i 2005, hvilket er det laveste blandt alle USA's delstater. Målt i indkomst pr. indbygger (32.770 USD) rangerede Vermont i 2004 som nr. 38.
Den vigtigste landbrugsindustri er mælkeproduktion. Det øvrige landbrug er faldet i betydning, eftersom en del landbrugere er flyttet vestover til delstater i midtvesten.
Turisme er en vigtig industri og Vermont har en række kendte skisteder, som især besøges af indbyggerne i New York City og omegn.
Vermont har fostret kendte succes-selskaber som f.eks. Ben & Jerry's, som fremstiller is og giver en del af overskuddet til trængende indbyggere i delstaten. En del forsikringsselskaber har også investeret i Vermont.

## Demografi
Ifølge USA's folketællingskontor havde Vermont i 2007 en befolkning på 621.254, hvilket var en stigning på 2,04% siden 2000.
De største ophavsgrupper er fransk-amerikanere (fransk-canadiere) (23,3%), engelsk-amerikanere (18,4%), irsk-amerikanere (16,4%), tysk-amerikanere (9,1%), amerikanere (8,3%), italiensk-amerikanere (6,4%) og skotsk-amerikanere (4,6%).
Indbyggere med britisk baggrund bor i alle områder af delstaten. Den nordlige del af Vermont har et betydeligt antal indbyggere med fransk-canadisk baggrund.

### Religion
De religiøse tilhørsforhold blandt befolkningen i Vermont er:
- Katolikker – 38%
- Protestanter – 29%
- Andre religioner – 2%
- Ikke-religiøse – 22%
- Uoplyst – 8%

Over en femtedel af befolkningen i Vermont er ikke-religiøse, den højeste andel i USA efter Washington.

## Ekstern henvisning
- Delstaten Vermonts officielle hjemmeside (engelsk)

44°0′N 72°42′V / 44.000°N 72.700°V